# جزایر شمالی
جزایر شمالی (اسکاتس: Northren Isles) به دو مجمع‌الجزایر در شمال جزیرهٔ اصلی اسکاتلند گفته می‌شود که شامل اورکنی و شتلند است. در کل ۲۶ جزیرهٔ مسکون در این دو مجمع‌الجزایر وجود دارند. این جزایر در قرن پانزدهم تحت تسلط پادشاهی اسکاتلند درآمدند و بعدها به همراه اسکاتلند جزئی از بریتانیا شدند. جزایر شمالی در جنگ‌های جهانی اول و دوم نقش مهمی در نبردهای دریایی داشتند.